# FK Proleter Zrenjanin
FK Proleter Zrenjanin je bio nogometni klub iz Zrenjanina, Srednjobanatski okrug, Vojvodina, Srbija.

## O klubu
Proleter je osnovan 27. lipnja 1947., udruživanjem glavnih gradskih klubova (Zrenjanina – nastalog 1946. spajanjem AK Obilića – osnovanog 1919. i Radničkog – osnovanog 1919.; RSK Borac – osnovan 1921.; Železničar – osnovan 1922.). Za vrijeme socijalističke Jugoslavije je uglavnom igro u drugoligaškim i trećeligaškim natjecanjima, a članom Prve savezne lige je bio u sezonama 1967./68., 1968./69., 1973./74., 1974./75. i 1990./91. U prvenstvu SR Jugoslavije bio je prvoligaš do Prva liga SR Jugoslavije u nogometu 1999./00.|sezoni 1999./00. Klub je 1997. godine igrao u Intertoto kupu. 
 
Klub je ugašen u prosincu 2005. godine, ali je u siječnju 2006. postignut dogovor sa spajanjem s klubom Budućnost iz Banatskog Dvora u novi klub – Banat. 
Skupina bivših igrača i djelatnika je 2006. godine osnovala Proleter 2006, koji se ispočetka natjecao s mlađim kategorijama, a od 2009. godine i sa seniorima.

## Uspjesi

### FNRJ / SFRJ
Prva savezna liga
- 4. mjesto: 1990./91.

Druga savezna liga
- prvak: 1966./67. (Istok), 1970./71. (Sjever)

III. zona Jugoslavije
- prvak: 1957./58.

Srpska liga
- prvak: 1948./49.

Banatska liga
- prvak: 1954./55.

Kup maršala Tita
- poluzavršnica: 1978./79.

Kup Fudbalskog centra Zrenjanin
- pobjednik: 1947., 1948., 1949., 1950., 1952., 1953., 1954., 1955.
- finalist: 1951.

Kup sreza Zrenjanin
- pobjednik: 1957., 1958., 1959., 1960.
- finalist: 1956., 1961.

### SRJ / SiCG
Srpska liga – Vojvodina
- prvak: 2002./03.

Kup SRJ
- poluzavršnica: 1994./95.

## Poznati igrači
- Nenad Bjeković
- Zlatko Zahovič

## Vanjske poveznice
- srbijasport.net, FK Proleter Zrenjanin, profil kluba
- srbijasport.net, FK Banat Zrenjanin, profil kluba
- srbijasport.net, FK Proleter 2006 Zrenjanin, profil kluba
- (srp.) proleterzrenjanin.com, službene stranice Proleter 2006  Arhivirana inačica izvorne stranice od 20. siječnja 2018. (Wayback Machine)